# Eleições europeias de 2014 no Funchal

## Resultados Oficiais
| Partidos                | Partidos                              | Votos   | %               | +/-   |
| ----------------------- | ------------------------------------- | ------- | --------------- | ----- |
|                         | Aliança Portugal                      | 9 818   | 26,09 / 100,00  | 29,09 |
|                         | Partido Socialista                    | 8 932   | 23,74 / 100,00  | 7,89  |
|                         | Partido da Terra                      | 3 922   | 10,42 / 100,00  | 7,90  |
|                         | Coligação Democrática Unitária        | 2 422   | 6,44 / 100,00   | 3,06  |
|                         | Partido Trabalhista Português         | 2 209   | 5,87 / 100,00   | -     |
|                         | Bloco de Esquerda                     | 1 726   | 4,59 / 100,00   | 2,27  |
|                         | Partido pelos Animais e pela Natureza | 1 468   | 3,90 / 100,00   | Novo  |
|                         | Partido da Nova Democracia            | 997     | 2,65 / 100,00   | -     |
|                         | LIVRE                                 | 845     | 2,25 / 100,00   | Novo  |
|                         | PCTP/MRPP                             | 716     | 1,90 / 100,00   | 0,39  |
|                         | Partido Popular Monárquico            | 417     | 1,11 / 100,00   | 0,55  |
|                         | Outros                                | 880     | 2,34 / 100,00   |       |
| Votos inválidos         | Votos inválidos                       | 3 275   | 8,71 / 100,00   | 3,37  |
| Total                   | Total                                 | 37 627  | 100,00 / 100,00 |       |
| Eleitorado/Participação | Eleitorado/Participação               | 106 514 | 35,33 / 100,00  | 5,65  |

## Resultados por Freguesia
Os resultados seguintes referem-se aos partidos que obtiveram mais de 1,00% dos votos:
| Freguesia                  | %     | %     | %     | %    | %    | %    | %    | %    | %    | %    | %    | Votantes |
| Freguesia                  | AP    | PS    | MPT   | CDU  | PTP  | BE   | PAN  | PND  | L    | PCTP | PPM  | Votantes |
| -------------------------- | ----- | ----- | ----- | ---- | ---- | ---- | ---- | ---- | ---- | ---- | ---- | -------- |
| Imaculado Coração de Maria | 26,17 | 24,20 | 11,34 | 7,59 | 5,44 | 3,98 | 3,84 | 3,11 | 2,10 | 1,69 | 0,73 | 2 186    |
| Monte                      | 23,88 | 22,67 | 10,27 | 8,05 | 6,02 | 3,19 | 4,49 | 3,52 | 2,22 | 2,31 | 1,43 | 2 161    |
| Santa Luzia                | 29,60 | 22,85 | 11,71 | 5,43 | 5,00 | 4,58 | 4,15 | 2,64 | 1,79 | 1,18 | 0,85 | 2 118    |
| Santa Maria Maior          | 24,92 | 25,81 | 11,09 | 5,65 | 5,95 | 4,46 | 3,83 | 2,36 | 2,04 | 1,98 | 1,17 | 4 959    |
| Santo António              | 24,39 | 23,57 | 9,10  | 7,30 | 7,15 | 4,17 | 4,03 | 2,55 | 2,11 | 2,19 | 1,29 | 8 985    |
| São Gonçalo                | 25,02 | 26,57 | 9,44  | 5,54 | 6,39 | 5,09 | 3,55 | 2,65 | 1,95 | 2,20 | 0,90 | 2 002    |
| São Martinho               | 26,27 | 22,72 | 10,88 | 5,84 | 5,62 | 5,48 | 4,05 | 2,61 | 2,89 | 1,75 | 1,03 | 8 214    |
| São Pedro                  | 27,49 | 24,65 | 11,07 | 6,95 | 4,79 | 4,91 | 3,32 | 2,72 | 2,16 | 1,76 | 1,00 | 2 503    |
| São Roque                  | 27,78 | 23,37 | 10,60 | 6,55 | 4,81 | 4,27 | 3,57 | 2,36 | 1,88 | 1,88 | 1,04 | 3 556    |
| Sé                         | 36,16 | 19,62 | 10,50 | 3,50 | 3,82 | 5,30 | 3,50 | 3,39 | 2,65 | 1,06 | 1,38 | 943      |
| Funchal                    | 26,09 | 23,74 | 10,42 | 6,44 | 5,87 | 4,59 | 3,90 | 2,65 | 2,25 | 1,90 | 1,11 | 37 627   |

#### Imaculado Coração de Maria
| Partidos                | Partidos                              | Votos | %               | +/-   |
| ----------------------- | ------------------------------------- | ----- | --------------- | ----- |
|                         | Aliança Portugal                      | 572   | 26,17 / 100,00  | 29,86 |
|                         | Partido Socialista                    | 529   | 24,20 / 100,00  | 8,40  |
|                         | Partido da Terra                      | 248   | 11,34 / 100,00  | 9,89  |
|                         | Coligação Democrática Unitária        | 166   | 7,59 / 100,00   | 0,86  |
|                         | Partido Trabalhista Português         | 119   | 5,44 / 100,00   | -     |
|                         | Bloco de Esquerda                     | 87    | 3,98 / 100,00   | 3,75  |
|                         | Partido pelos Animais e pela Natureza | 84    | 3,84 / 100,00   | Novo  |
|                         | Partido da Nova Democracia            | 68    | 3,11 / 100,00   | -     |
|                         | LIVRE                                 | 46    | 2,10 / 100,00   | Novo  |
|                         | PCTP/MRPP                             | 37    | 1,69 / 100,00   | 0,33  |
|                         | Outros                                | 61    | 2,78 / 100,00   |       |
| Votos inválidos         | Votos inválidos                       | 169   | 7,73 / 100,00   | 2,37  |
| Total                   | Total                                 | 2 186 | 100,00 / 100,00 |       |
| Eleitorado/Participação | Eleitorado/Participação               | 6 229 | 35,09 / 100,00  | 3,05  |

#### Monte
| Partidos                | Partidos                              | Votos | %               | +/-   |
| ----------------------- | ------------------------------------- | ----- | --------------- | ----- |
|                         | Aliança Portugal                      | 516   | 23,88 / 100,00  | 33,22 |
|                         | Partido Socialista                    | 490   | 22,67 / 100,00  | 7,77  |
|                         | Partido da Terra                      | 222   | 10,27 / 100,00  | 7,42  |
|                         | Coligação Democrática Unitária        | 174   | 8,05 / 100,00   | 0,81  |
|                         | Partido Trabalhista Português         | 130   | 6,02 / 100,00   | -     |
|                         | Partido pelos Animais e pela Natureza | 97    | 4,49 / 100,00   | Novo  |
|                         | Partido da Nova Democracia            | 76    | 3,52 / 100,00   | -     |
|                         | Bloco de Esquerda                     | 69    | 3,19 / 100,00   | 2,92  |
|                         | PCTP/MRPP                             | 50    | 2,31 / 100,00   | 0,44  |
|                         | LIVRE                                 | 48    | 2,22 / 100,00   | Novo  |
|                         | Partido Popular Monárquico            | 31    | 1,43 / 100,00   | 0,79  |
|                         | Outros                                | 75    | 3,47 / 100,00   |       |
| Votos inválidos         | Votos inválidos                       | 183   | 8,47 / 100,00   | 3,75  |
| Total                   | Total                                 | 2 161 | 100,00 / 100,00 |       |
| Eleitorado/Participação | Eleitorado/Participação               | 6 390 | 33,82 / 100,00  | 8,06  |

#### Santa Luzia
| Partidos                | Partidos                              | Votos | %               | +/-   |
| ----------------------- | ------------------------------------- | ----- | --------------- | ----- |
|                         | Aliança Portugal                      | 627   | 29,60 / 100,00  | 26,51 |
|                         | Partido Socialista                    | 484   | 22,85 / 100,00  | 3,47  |
|                         | Partido da Terra                      | 248   | 11,71 / 100,00  | 10,38 |
|                         | Coligação Democrática Unitária        | 115   | 5,43 / 100,00   | 1,97  |
|                         | Partido Trabalhista Português         | 106   | 5,00 / 100,00   | -     |
|                         | Bloco de Esquerda                     | 97    | 4,58 / 100,00   | 2,42  |
|                         | Partido pelos Animais e pela Natureza | 88    | 4,15 / 100,00   | Novo  |
|                         | Partido da Nova Democracia            | 56    | 2,64 / 100,00   | -     |
|                         | LIVRE                                 | 38    | 1,79 / 100,00   | Novo  |
|                         | PCTP/MRPP                             | 25    | 1,18 / 100,00   | 0,01  |
|                         | Outros                                | 61    | 2,88 / 100,00   |       |
| Votos inválidos         | Votos inválidos                       | 173   | 8,17 / 100,00   | 4,41  |
| Total                   | Total                                 | 2 118 | 100,00 / 100,00 |       |
| Eleitorado/Participação | Eleitorado/Participação               | 5 715 | 37,06 / 100,00  | 2,20  |

#### Santa Maria Maior
| Partidos                | Partidos                              | Votos  | %               | +/-     |
| ----------------------- | ------------------------------------- | ------ | --------------- | ------- |
|                         | Partido Socialista                    | 1 280  | 25,81 / 100,00  | 8,49    |
|                         | Aliança Portugal                      | 1 236  | 24,92 / 100,00  | 28,72   |
|                         | Partido da Terra                      | 550    | 11,09 / 100,00  | 8,78    |
|                         | Partido Trabalhista Português         | 295    | 5,95 / 100,00   | -       |
|                         | Coligação Democrática Unitária        | 280    | 5,65 / 100,00   | 3,06    |
|                         | Bloco de Esquerda                     | 221    | 4,46 / 100,00   | 3,16    |
|                         | Partido pelos Animais e pela Natureza | 190    | 3,83 / 100,00   | Novo    |
|                         | Partido da Nova Democracia            | 117    | 2,36 / 100,00   | -       |
|                         | LIVRE                                 | 101    | 2,04 / 100,00   | Novo    |
|                         | PCTP/MRPP                             | 98     | 1,98 / 100,00   | 0,68    |
|                         | Partido Popular Monárquico            |        | 1,17 / 100,00   | Aumento |
|                         | Outros                                | 105    | 2,12 / 100,00   |         |
| Votos inválidos         | Votos inválidos                       | 428    | 8,63 / 100,00   | 2,45    |
| Total                   | Total                                 | 4 959  | 100,00 / 100,00 |         |
| Eleitorado/Participação | Eleitorado/Participação               | 13 183 | 37,62 / 100,00  | 3,57    |

#### Santo António
| Partidos                | Partidos                              | Votos  | %               | +/-   |
| ----------------------- | ------------------------------------- | ------ | --------------- | ----- |
|                         | Aliança Portugal                      | 2 191  | 24,39 / 100,00  | 30,33 |
|                         | Partido Socialista                    | 2 118  | 23,57 / 100,00  | 8,99  |
|                         | Partido da Terra                      | 818    | 9,10 / 100,00   | 6,15  |
|                         | Coligação Democrática Unitária        | 656    | 7,30 / 100,00   | 4,64  |
|                         | Partido Trabalhista Português         | 642    | 7,15 / 100,00   | -     |
|                         | Bloco de Esquerda                     | 374    | 4,17 / 100,00   | 1,36  |
|                         | Partido pelos Animais e pela Natureza | 362    | 4,03 / 100,00   | Novo  |
|                         | Partido da Nova Democracia            | 229    | 2,55 / 100,00   | -     |
|                         | PCTP/MRPP                             | 197    | 2,19 / 100,00   | 0,65  |
|                         | LIVRE                                 | 190    | 2,11 / 100,00   | Novo  |
|                         | Partido Popular Monárquico            | 116    | 1,29 / 100,00   | 0,65  |
|                         | Outros                                | 233    | 2,58 / 100,00   |       |
| Votos inválidos         | Votos inválidos                       | 858    | 9,55 / 100,00   | 3,95  |
| Total                   | Total                                 | 8 985  | 100,00 / 100,00 |       |
| Eleitorado/Participação | Eleitorado/Participação               | 24 807 | 36,22 / 100,00  | 6,80  |

#### São Gonçalo
| Partidos                | Partidos                              | Votos | %               | +/-   |
| ----------------------- | ------------------------------------- | ----- | --------------- | ----- |
|                         | Partido Socialista                    | 532   | 26,57 / 100,00  | 9,90  |
|                         | Aliança Portugal                      | 501   | 25,02 / 100,00  | 30,04 |
|                         | Partido da Terra                      | 189   | 9,44 / 100,00   | 6,96  |
|                         | Partido Trabalhista Português         | 128   | 6,39 / 100,00   | -     |
|                         | Coligação Democrática Unitária        | 111   | 5,54 / 100,00   | 3,47  |
|                         | Bloco de Esquerda                     | 102   | 5,09 / 100,00   | 1,67  |
|                         | Partido pelos Animais e pela Natureza | 71    | 3,55 / 100,00   | Novo  |
|                         | Partido da Nova Democracia            | 53    | 2,65 / 100,00   | -     |
|                         | PCTP/MRPP                             | 44    | 2,20 / 100,00   | 0,47  |
|                         | LIVRE                                 | 39    | 1,95 / 100,00   | Novo  |
|                         | Outros                                | 61    | 3,05 / 100,00   |       |
| Votos inválidos         | Votos inválidos                       | 171   | 8,54 / 100,00   | 3,10  |
| Total                   | Total                                 | 2 002 | 100,00 / 100,00 |       |
| Eleitorado/Participação | Eleitorado/Participação               | 6 024 | 33,23 / 100,00  | 8,06  |

#### São Martinho
| Partidos                | Partidos                              | Votos  | %               | +/-   |
| ----------------------- | ------------------------------------- | ------ | --------------- | ----- |
|                         | Aliança Portugal                      | 2 158  | 26,27 / 100,00  | 28,34 |
|                         | Partido Socialista                    | 1 866  | 22,72 / 100,00  | 6,70  |
|                         | Partido da Terra                      | 894    | 10,88 / 100,00  | 8,14  |
|                         | Coligação Democrática Unitária        | 480    | 5,84 / 100,00   | 2,17  |
|                         | Partido Trabalhista Português         | 462    | 5,62 / 100,00   | -     |
|                         | Bloco de Esquerda                     | 450    | 5,48 / 100,00   | 2,72  |
|                         | Partido pelos Animais e pela Natureza | 333    | 4,05 / 100,00   | Novo  |
|                         | LIVRE                                 | 237    | 2,89 / 100,00   | Novo  |
|                         | Partido da Nova Democracia            | 214    | 2,61 / 100,00   | -     |
|                         | PCTP/MRPP                             | 144    | 1,75 / 100,00   | 0,28  |
|                         | Partido Popular Monárquico            | 85     | 1,03 / 100,00   | 0,51  |
|                         | Outros                                | 190    | 2,32 / 100,00   |       |
| Votos inválidos         | Votos inválidos                       | 701    | 8,53 / 100,00   | 3,24  |
| Total                   | Total                                 | 8 214  | 100,00 / 100,00 |       |
| Eleitorado/Participação | Eleitorado/Participação               | 24 967 | 32,90 / 100,00  | 7,00  |

#### São Pedro
| Partidos                | Partidos                              | Votos | %               | +/-   |
| ----------------------- | ------------------------------------- | ----- | --------------- | ----- |
|                         | Aliança Portugal                      | 688   | 27,49 / 100,00  | 27,99 |
|                         | Partido Socialista                    | 617   | 24,65 / 100,00  | 8,14  |
|                         | Partido da Terra                      | 277   | 11,07 / 100,00  | 9,38  |
|                         | Coligação Democrática Unitária        | 174   | 6,95 / 100,00   | 2,63  |
|                         | Bloco de Esquerda                     | 123   | 4,91 / 100,00   | 3,02  |
|                         | Partido Trabalhista Português         | 120   | 4,79 / 100,00   | -     |
|                         | Partido pelos Animais e pela Natureza | 83    | 3,32 / 100,00   | Novo  |
|                         | Partido da Nova Democracia            | 68    | 2,72 / 100,00   | -     |
|                         | LIVRE                                 | 54    | 2,16 / 100,00   | Novo  |
|                         | PCTP/MRPP                             | 44    | 1,76 / 100,00   | 0,31  |
|                         | Partido Popular Monárquico            | 25    | 1,00 / 100,00   | 0,66  |
|                         | Outros                                | 43    | 1,72 / 100,00   |       |
| Votos inválidos         | Votos inválidos                       | 187   | 7,47 / 100,00   | 2,54  |
| Total                   | Total                                 | 2 503 | 100,00 / 100,00 |       |
| Eleitorado/Participação | Eleitorado/Participação               | 7 514 | 33,31 / 100,00  | 2,55  |

#### São Roque
| Partidos                | Partidos                              | Votos | %               | +/-   |
| ----------------------- | ------------------------------------- | ----- | --------------- | ----- |
|                         | Aliança Portugal                      | 988   | 27,78 / 100,00  | 27,18 |
|                         | Partido Socialista                    | 831   | 23,37 / 100,00  | 8,87  |
|                         | Partido da Terra                      | 377   | 10,60 / 100,00  | 7,14  |
|                         | Coligação Democrática Unitária        | 233   | 6,55 / 100,00   | 4,83  |
|                         | Partido Trabalhista Português         | 171   | 4,81 / 100,00   | -     |
|                         | Bloco de Esquerda                     | 152   | 4,27 / 100,00   | 1,34  |
|                         | Partido pelos Animais e pela Natureza | 127   | 3,57 / 100,00   | Novo  |
|                         | Partido da Nova Democracia            | 84    | 2,36 / 100,00   | -     |
|                         | LIVRE                                 | 67    | 1,88 / 100,00   | Novo  |
|                         | PCTP/MRPP                             | 67    | 1,88 / 100,00   | 0,26  |
|                         | Partido Popular Monárquico            | 37    | 1,04 / 100,00   | 0,60  |
|                         | Outros                                | 88    | 2,47 / 100,00   |       |
| Votos inválidos         | Votos inválidos                       | 334   | 9,40 / 100,00   | 4,20  |
| Total                   | Total                                 | 3 556 | 100,00 / 100,00 |       |
| Eleitorado/Participação | Eleitorado/Participação               | 8 697 | 40,89 / 100,00  | 6,24  |

#### Sé
| Partidos                | Partidos                              | Votos | %               | +/-   |
| ----------------------- | ------------------------------------- | ----- | --------------- | ----- |
|                         | Aliança Portugal                      | 341   | 36,16 / 100,00  | 27,91 |
|                         | Partido Socialista                    | 185   | 19,62 / 100,00  | 4,92  |
|                         | Partido da Terra                      | 99    | 10,50 / 100,00  | 9,92  |
|                         | Bloco de Esquerda                     | 50    | 5,30 / 100,00   | 0,54  |
|                         | Partido Trabalhista Português         | 36    | 3,82 / 100,00   | -     |
|                         | Coligação Democrática Unitária        | 33    | 3,50 / 100,00   | 2,34  |
|                         | Partido pelos Animais e pela Natureza | 33    | 3,50 / 100,00   | Novo  |
|                         | Partido da Nova Democracia            | 32    | 3,39 / 100,00   | -     |
|                         | LIVRE                                 | 25    | 2,65 / 100,00   | Novo  |
|                         | Partido Popular Monárquico            | 13    | 1,38 / 100,00   | 0,50  |
|                         | PCTP/MRPP                             | 10    | 1,06 / 100,00   | 0,57  |
|                         | Outros                                | 15    | 1,59 / 100,00   |       |
| Votos inválidos         | Votos inválidos                       | 71    | 7,52 / 100,00   | 2,36  |
| Total                   | Total                                 | 943   | 100,00 / 100,00 |       |
| Eleitorado/Participação | Eleitorado/Participação               | 2 988 | 31,56 / 100,00  | 2,87  |